# Ноноксинол-9
Ноноксино́л-9 (N-9) — неионогенное поверхностно-активное вещество.
Используется как ингредиент в различных чистящих и косметических средствах, но более известен как спермицид.

## Контрацепция
Ноноксинол-9 приводит к повреждению мембраны акросомы сперматозоидов и к их неспособности растворять мембрану яйцеклетки при введении его во влагалище в составе спермицидных мазей, свечей, шариков и т. п. Входит в состав спермицидных смазок большинства презервативов, маточных (шеечных) колпачков, губок и диафрагм.
Проведённое в 2004 году исследование показало, что за время использования вагинальных контрацептивов (плёнок, свечей и гелей) с ноноксинолом-9 в качестве действующего вещества более полугода их эффективность составила 80—90 %.
Также распространено мнение о присущем ноноксинолу-9 некотором защитном эффекте от заболеваний, передаваемых половым путём (и даже ВИЧ), воспаления органов малого таза и бесплодия, однако в октябре 2001 года ВОЗ выпустила отчёт, согласно которому, ноноксинол-9 не защищает от ИППП (в частности, гонореи, трихомоноза, бактериального вагиноза, хламидиоза и кандидоза) и ВИЧ. Более того, его применение в одном из исследований привело к возрастанию восприимчивости к вирусу папилломы человека. Показано также (на примере работниц секс-бизнеса), что при частом применении препаратов ноноксинола-9 возможно возникновение язвенных повреждений слизистой оболочки.
В качестве недостатка N-9 можно добавить, что презервативы с содержащей его смазкой имеют меньший срок хранения.

## ПАВ
Благодаря своей поверхностной активности иногда используется как жироудаляющий компонент пен для бритья для смягчения волос и облегчения процесса бритья.
В качестве ПАВ ноноксинол-9 также может входить в состав разогревающих спортивных гелей, в частности, Bengay Vanishing Scent.